# 马钱子苷
马钱子苷（英語：Loganin，又译作马钱苷、番木鳖苷）是最常见的环烯醚萜类糖苷之一，在马钱科植物马钱子的种子中第一次提取到该化合物，故命名马钱子苷（类似的还有马钱子碱）。它在一些夾竹桃科和弯药树科植物中也有分布。
马钱子苷具有刺激中樞神經系統和镇痛作用。